# Micro (мини-альбом)
Micro — второй мини-альбом украинской метал-группы Jinjer, выпущенный 11 января 2019 года на лейбле Napalm Records.

## Отзывы критиков
Альбом получил в целом положительные отзывы критиков. Мануэль Бергер в рецензии для немецкого сайта Laut.de поставил альбому 4 звезды из 5, назвав Micro значительным прогрессом по сравнению с предыдущим релизом группы King of Everything. Он отметил более органичное сочетание брутальных и мелодичных фрагментов и сравнил материал мини-альбома с творчеством Meshuggah. Рецензент сайта Metal Injection крайне положительно отзывался о тяжести альбома и оценил его на 9 баллов из 10, написав, что «этот EP близок к идеалу и является неопровержимым доказательством того, что эта группа — нечто большее, чем вспышка, подпитываемая социальными сетями».
Ронни Биттнер в своём отзыве для издания Rock Hard отзывался о Micro более сдержанно — он похвалил вокальные способности Татьяны Шмайлюк, но остался разочарован инструментальной частью мини-альбома: «Эта грубая смесь стилей является всем и ничем одновременно и оставляет впечатление, что вокалистка и музыканты борются друг с другом, а не тянутся друг к другу».

## Список композиций
Слова и музыка всех песен — Jinjer.
| №                   | Название            | Длительность |
| ------------------- | ------------------- | ------------ |
| 1.                  | «Ape»               | 3:16         |
| 2.                  | «Dreadful Moments»  | 4:45         |
| 3.                  | «Teacher, Teacher!» | 5:52         |
| 4.                  | «Perennial»         | 4:38         |
| 5.                  | «Micro»             | 1:43         |
| Общая длительность: | Общая длительность: | 20:14        |

## Участники записи
Jinjer
- Татьяна Шмайлюк — вокал
- Роман Ибрамхалилов — гитара
- Евгений Абдюханов — бас-гитара
- Владислав Уласевич — ударные

Производственный персонал
- Макс Мортон — продюсирование, запись, сведение, мастеринг
- Райли Шмитц — обложка
- Олег Руз — художественное оформление